# Horatio Bottomley
Pour les articles homonymes, voir Bottomley.

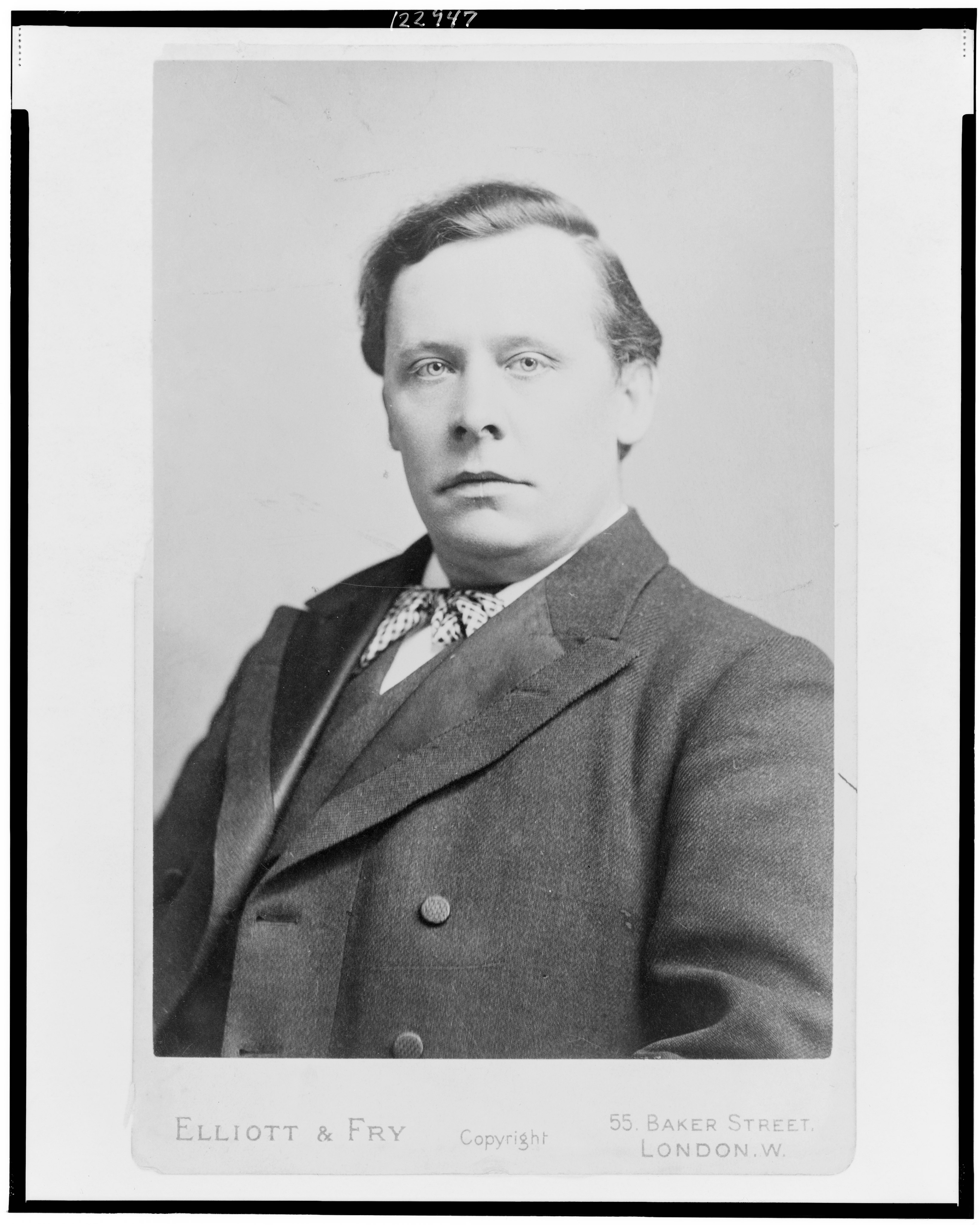
Horatio Bottomley

Horatio Bottomley, né le 23 mars 1860 à Bethnal Green (Londres) et mort le 26 mai 1933 à Fitzrovia (Londres), est un homme d'affaires, journaliste et homme politique britannique. Il était membre du Parti libéral et a été élu plusieurs fois député.
En tant que député du Parlement, il a notamment suggéré un changement de législation concernant les embarcations de sauvetage en 1911, un an avant le naufrage du Titanic, qui ne disposait pas de suffisamment de canots de sauvetage.